# Красний Клин (Дмитрієвський район)
Красний Клин (рос. Красный Клин) — село в Дмитрієвському районі Курської області Російської Федерації.
Населення становить 35 осіб. Входить до складу муніципального утворення Поповкинська сільрада.

## Історія
Населений пункт розташований на території українського етнічного та культурного краю Східна Слобожанщина.
Від 2004 року входить до складу муніципального утворення Поповкинська сільрада.

## Населення
| 2002 | 2010 |
| ---- | ---- |
| 108  | ↘35  |